# Incertae sedis

Incertae sedis est une expression latine signifiant « de position incertaine » et utilisée pour désigner un taxon dont la position dans la classification scientifique du vivant n'est pas encore totalement définie.
L'incertitude peut se situer à divers échelons de l'arborescence, par exemple :
- au niveau de la sous-classe pour le Lactaire délicieux. Il appartient bien au genre Lactarius dans la famille des Russulacées qui fait partie de l'ordre des Russulales ; par ailleurs les Russulales sont des champignons (Fungi) de la division des Basidiomycètes et de la classe des Agaricomycètes mais ils ne sont — dans la classification actuelle — membres ni de la sous-classe des Agaricomycetidae ni de celle des Phallomycetidae : on dira que ce sont des Agaricomycètes incertae sedis ;
- au niveau de l'ordre pour Consobrinomia, genre éteint d'éponges calcaires. Il forme sa propre famille et ne comporte qu'une seule espèce décrite, C. elegans. Le rattachement de sa famille à un ordre particulier de la classe des Calcarea est incertain ;
- au niveau de la famille pour le corail de Méditerranée Cladocora caespitosa (et le reste du genre Cladocora, directement rattaché à l'ordre Scleractinia).